# FC U Craiova 1948
Az FC Universitatea Craiova  egy román sportegyesület és labdarúgócsapat, székhelye Craiovában található.

## Története
Az Universitatea Craiova az egyik legjelentősebb román labdarúgócsapat, minden idők negyedik legeredményesebb román csapata.
1948-ban alapították, hivatalosan a Romániai Egyetemisták Nemzeti Szövetségének (Asociației Naționale a Studenților din România - ANSR) csapataként, Clubul Sportiv Universitar Craiova (CSU Craiova) néven. 1950-től Știința Craiova néven szerepelt. Ma használatos nevét 1966-ban kapta. 1991-ben az Universitatea Craiova megnyerte a Román Kupát majd a sportklub feloszlatta futballszakosztályát. Ebben az időszakban az FC Universitatea Craiova folytatta a labdarúgást. A klub 1993-ban ismét megnyerte a kupát és további három döntőt is játszott (1994, 1998, 2000). 2013 nyarán Craiova helyi hatóságai Pavel Badea támogatásával és a Club Sportiv U Craiova SA-val társulva alapították meg a CS U Craiova labdarúgó csapatát. Az ujonnan megalakult csapat azt állította, hogy őt illeti az Universitatea összes díja. 2018 júniusában a Román Labdarúgó-szövetség jóváhagyta a társaság nevének "Club Sportiv U Craiova SA" -ról "U Craiova 1948 Club Sportiv SA" -ra történő módosítását.
A klub állandó konfliktusban volt a CS Universitatea Craiovával a korábbi klubbal való folytonosság, valamint a jelvények és az eredmények miatt. A konfliktust a bíróságon rendezték, miután mindkét csapatnak sikerült bizonyítania hogy nem az Universitatea Craiova jogutódja.
A nemzetközi porondon a 80-as években teljesített a legjobban. Először az UEFA Bajnokok Ligája nyolcaddöntőjéig menetelt az 1981-82-es szezonban, ahol a FC Bayern München verte meg, majd az UEFA-kupa elődöntőjéig jutott az 1982-83-as szezonban, ahol a portugál Benfica búcsúztatta 1-1-es összesítéssel, idegenben szerzett góllal.

## Sikerei

### Nemzeti
- Liga I
  -  Második (2): 1993-94, 1994-95
- Liga II
  -  Bajnok (2): 2005-06, 2020-21
- Liga III
  -  Bajnok (1): 2019-20
  -  Második (1): 2018-19
- Liga IV
  -  Bajnok (1): 2017-18

- Román kupa
  -  Győztes (1): 1993
  -  Döntős (3): 1994, 1998, 2000

### Nemzetközi
- UEFA-kupa
  - Elődöntő (1): 1983

## Játékoskeret
Frissítve: 2021. március 12
| #  |     | Poszt | Név                |
| -- | --- | ----- | ------------------ |
| 1  | ROU | K     | Sorin Mogoșanu     |
| 2  | ROU | V     | Radu Negru         |
| 3  | ITA | V     | Lorenzo Paramatti  |
| 4  | ROU | KP    | Ionuț Zanfir       |
| 5  | BEL | V     | Jérémy Huyghebaert |
| 7  | ARG | CS    | Ignacio Cacheiro   |
| 8  | ROU | KP    | Constantin Albu    |
| 9  | ROU | CS    | Claudiu Bălan      |
| 11 | ROU | CS    | Robert Răducanu    |
| 13 | FRA | V     | Bradley Diallo     |
| 14 | ROU | KP    | Antonio Miuțescu   |
| 15 | ROU | KP    | Alexandru Blidar   |
| 16 | ROU | KP    | Vlad Pop           |
| 17 | ROU | KP    | Alexandru Raicea   |
| 18 | ROU | KP    | Călin Cristea      |
| 19 | ROU | KP    | Marian Anghelina   |

| #  |                                 | Poszt | Név               |
| -- | ------------------------------- | ----- | ----------------- |
| 20 | ROU                             | V     | Alexandru Gîț     |
| 21 | ROU                             | K     | Mario Enache      |
| 23 | ROU                             | V     | Costinel Gugu     |
| 24 | BEL                             | KP    | William Baeten    |
| 29 | ROU                             | KP    | Samuel Zimța      |
| 30 | ROU                             | KP    | Marian Stoenac    |
| 31 | ROU                             | K     | Robert Popa       |
| 32 | ARG                             | K     | Federico Taborda  |
| 33 | ITA                             | CS    | Andrea Compagno   |
| 44 | ROU                             | V     | Denis Ispas       |
| 76 | Kongói Demokratikus Köztársaság | CS    | Arsène Luboya     |
| 77 | ROU                             | KP    | Valentin Munteanu |
| 78 | FRA                             | V     | Abdelaye Diakité  |
| 92 | ROU                             | CS    | Adrian Voicu      |
| 99 | ROU                             | CS    | Andrei Ciolacu    |

## A klub egykori nevesebb labdarúgói
| Románia - Silviu Lung - Florin Prunea - Ștefan Preda - Nicolae Negrilă - Costică Ștefănescu - Emil Săndoi - Gheorghe Popescu - Adrian Popescu - Corneliu Papură - Cosmin Olăroiu - Cristian Chivu | - Ilie Balaci - Mircea Irimescu - Ovidiu Stîngă - Ion Dumitru - Radu Niculescu - Gheorghe Craioveanu - Ioan Viorel Ganea - Zoltan Crișan - Rodion Cămătaru - Victor Pițurcă - Ion Oblemenco | Albánia - Roland Agalliu Bosznia-Hercegovina - Adnan Guso Elefántcsontpart - Mariko Daouda Kamerun - Jeremie N'Jock |